# حسن‌آباد (روانسر)
حسن‌آباد (روانسر)، روستایی از توابع بخش مرکزی شهرستان روانسر در استان کرمانشاه ایران است.

## جمعیت
این روستا در دهستان حسن‌آباد قرار دارد و براساس سرشماری مرکز آمار ایران در سال ۱۳۸۵، جمعیت آن ۸۴۱ نفر (۲۰۹خانوار) بوده‌است. روستا بیش از 250 سال قدمت دارد.از قدیمی های این روستا می توان مرحومان درویش علیمحمد ویسی،محمدعزیز کریمی ،کدخداحسین امیری،کدخدااحمد امیری نام برد. شغل اکثر مردم روستا که دارای زمین های حاصل خیز بوده کشاورزی است منطقه دارای مراتع کوهستانی از جمله سوره ری (تلفظ با کسره‌ی )، چالاوه، کوه سراته است.

## آموزش و تحصیلات
از جمله تحصیلکردگان روستا در مقاطع آموزش عالی: دکتر ابراهیم ابراهیمی متخصص ماشین آلات کشاورزی، دکتر هیوا کریمی رشته فقه و حقوق خصوصی، وکلاء دادگستری فواد امیری، خالد محمدی،اپتو مترییست کامیار محمدی، رضا محمدی دکترای داروسازی و بالغ بر 5 نفر کارشناسی ارشد و تعدای لیسانس دارد.آمار افراد باسواد روستا نزدیک به 80% بوده و 95% روستا اهل سنت و سایرین شیعه واهل حق هستند.

## تاریخ
تاریخ سکونت انسان در منطقه به عصر سنگ برمی گردد و باستان شناسان در کوههای شرق روستا مثل تنگ دوزقکه، هاره وره، باوه حیران آثار سکونت انسان با قدمت بین سی هزار سال تا دوازده هزار سال پیش را یافته اند.